# A háromtest-probléma
A háromtest-probléma (kínaiul: 三体; szó szerint: „Háromtest”) Liu Ce-hszin (pinjin: Liú Cíxīn) kínai író sci-fi regénye. A cím az asztrodinamika háromtest-problémájára utal. Ez A háromtest-trilógia című sorozat első regénye. Habár a regénysorozat magyarul is A háromtest-trilógia címet kapta (ahogy általában is emlegetik A háromtest-probléma néven), a trilógia eredeti (és angol) címe magyar fordításban A Föld múltjának emlékezete. A trilógia második és harmadik része A sötét erdő, illetve A halál vége. A sorozat Pao Su (pinjin: Bao Shu) néven ismert rajongója a szerző által jóváhagyott negyedik kötettel folytatta a sorozatot, amely magyarul 2023-ban jelent meg Az idő oltárán címmel.
A háromtest-probléma először a kínai Science Fiction World magazinban jelent meg 2006 májusa és decembere között folytatásokban. 2008-ban könyv formájában publikálták, és így az elmúlt két évtized egyik legsikeresebb kínai sci-fi regénye lett. 2006-ban a regény elnyerte a legrangosabb kínai sci-fi díjat (Jinho [pinjin: Yinhe], azaz Galaxis), 2015-ben pedig az első ázsiai regény lett az USA-ban, amely megkapta a Hugo-díjat, és a Nebula-díjra is jelölve lett. Magyar nyelven 2018-ban jelent meg Pék Zoltán fordításában, az Európa Könyvkiadó kiadásában.
A regény olyan közeljövőt ábrázol, amelyben a Föld felkészül a legközelebbi csillagrendszerből érkező invázióra. Az idegenek naprendszere három csillagból áll, amelyek instabil rendszerben keringenek egymás körül. A háromtest-rendszeren belül egyetlen M-osztályú bolygó és annak intelligens civilizációja szenved a kiszámíthatatlanul változó és szélsőséges környezeti körülményektől, és az emiatt rendszeresen fellépő nagy mértékű pusztulástól.
A regényből Kínában televíziós sorozat is készült, amit egy amerikai feldolgozás követett.

## Cselekmény
A kulturális forradalom idején Je Ven-csie (pinjin: Ye Wenjie), a Csinghua Egyetemen végzett asztrofizikusnő szemtanúja annak, ahogy apját a Csinghua Egyetem vörösgárdistái – akiket Je anyja és húga is támogat – nézetei miatt egy „harci gyűlésen” halálra  verik. Je Ven-csiét hivatalosan árulónak bélyegzik, és arra kényszerítik, hogy csatlakozzon egy belső-mongóliai munkásbrigádhoz, ahol összebarátkozik egy kormányzati újságíróval, aki Je segítségét kéri abban, hogy lemásoljon egy levelet, amelyet a kormánynak szán. A levélben politikai javaslatok szerepelnek, amelyek a Néma tavasz című könyvön alapulnak. Az újságíró azonban elárulja Jét, akit börtönbüntetésre ítélnek, miután a levelet a kormány lázítónak minősíti. A börtönben Jét beszervezi két katonai fizikus, Jang Vej-ning (pinjin: Yang Weining) és Lej Cse-cseng (pinjin: Lei Zhicheng), akik a Vörös Part elnevezésű titkos projekt keretében dolgoznak, amelynek célja, hogy nagy teljesítményű rádióhullámokat használjanak kémműholdak megrongálására (a cél lényegében az EMP bomba kifejlesztése).
Miután egy ideig együtt dolgozik velük, Je megtudja, hogy a kitűzött cél csak álca a Vörös Part valódi szándékához: a földönkívüli élet kereséséhez. Je felfedezi a kimenő rádióhullámok felerősítésének lehetőségét a Napban található mikrohullámú üregek felhasználásával, és titokban kiküld egy csillagközi üzenetet. Nyolc évvel később, immár szerelem nélküli házasságban élve Janggal, Je üzenetet kap a Trisolaris bolygóról egy  ottani aggódó pacifistától, aki figyelmezteti, hogy ne válaszoljon, különben a Trisolaris lakói megtalálják és megszállják a Földet. Az idegen leírja a Trisolaris környezeti viszonyait és társadalomtörténetét. A politikai káosztól kiábrándult és az emberiséget megvető Je mégis válaszol, és meghívja őket, hogy oldják meg a Föld problémáit. Megöli Jangot és Lejt, hogy titokban tartsa az idegen üzenetét.
Valamivel később, miután a kulturális forradalom véget ér és Je professzorként tér vissza a Csinghua Egyetemre, találkozik a remeteként élő Mike Evansszel. Evans a világ legnagyobb olajvállalata vezérigazgatójának fia, aki egyben radikális környezetvédő és antifajista. Látva, hogy Evans is rendkívül dühös az emberiségre, Je megbízik benne, és beszámol neki a Vörös Parton történtekről. Evans az örökölt pénzügyi hatalmát arra használja, hogy embereket bérel fel, és vásárol egy óriási hajót –  az Ítéletnapot –, amelyet mobil kolóniává és lehallgatóállomássá alakít át. Miután üzeneteket kap a Trisolarisról, amelyek igazolják Je történetét, Evans bejelenti a militáns és félig titkos Föld-Trisolaris Mozgalom (FTM) létrehozását, amely a Trisolaris „ötödik hadoszlopaként” működik, és Jét nevezi ki vezetőjének. Az üzenetek szerint a triszoláriszi inváziós haderő már elindult, de csak négyszázötven év múlva éri el a Földet.
A szervezet számos tudóst, alacsonyabb rangú kormánytisztviselőt és más tanult embert vonz, akik csalódtak a világ dolgaiban. Magánhadsereget állítanak össze és taktikai atomfegyvereket építenek. Evans azonban megtartja az ellenőrzést a legtöbb erőforrás felett, és elkezdi megváltoztatni illetve visszatartani az idegen üzeneteket Je és mások elől. Ráadásul a szervezet frakciókra szakad: az adventisták (Evans vezetésével) az emberiség triszolárisziak általi teljes elpusztítására törekszenek, a megváltók (Sen Jü-fej [pinjin: Shen Yufei] vezetésével) pedig segíteni akarnak a triszolárisziaknak, hogy matematikai megoldást találjanak a bolygójukat sújtó háromtest-problémára. A harmadik, kisebb frakció a túlélők, akik saját leszármazottaik életéért cserébe kívánnak segíteni a triszolárisziaknak, miközben az emberiség többi részét hagynák elpusztulni.
A jelenben Vang Miao (pinjin: Wang Miao) nanotechnológia professzort arra kérik, hogy Si Csi-unggal (pinjin: Shi Qiong), a dörzsölt nyomozóval együtt vizsgálja ki több tudós, köztük Je Ven-csie lányának, Jang Tungnak (pinjin: Yang Dong) rejtélyes halálát. Ők ketten felfedezik, hogy a világ kormányai, félretéve hagyományos rivalizálásukat, szoros kapcsolatban állnak egymással, hogy felkészülhessenek a háborúra. A következő napokban Vang furcsa hallucinációkat tapasztal, és találkozik Jével. Vang kideríti, hogy az emberek a Háromtest nevű kifinomult, virtuális valóság alapú videojátékot játsszák (amelyet az FTM toborzási eszközként hozott létre), és maga is játszani kezd. A játék olyan bolygót ábrázol, amelynek éghajlata és fényviszonyai véletlenszerűen váltogatja a stabil és a kaotikus korszakokat. A kaotikus korszakokban a fény és az időjárás kiszámíthatatlanul ingadozik a világos és a sötét illetve a szélsőséges hideg és a szélsőséges meleg között, akár perceken belül.
A játékban a szoftver által renderelt humanoid külsővel felruházott helyiek a túlélés és fejlődés érdekében a kaotikus korszakok előrejelzésének módját keresik. Kifejlesztették az aktív dehidráció különleges képességét, és „vászontekerccsé” változtatják magukat azért, hogy a kaotikus korszakok idején inaktív, spóraszerű állapotban maradjanak. Az Arisztotelész, Mo-Ci, Newton és más történelmi személyiségek avatárját viselő játékosok (többnyire fizikusok, matematikusok) megpróbálják modellezni az éghajlatot, de kudarcot vallanak, miközben a játékban számos civilizáció emelkedik fel, majd nagyszabású katasztrófában pusztul el. Vang elismerést nyer azzal, hogy rájön, hogyan működik a Trisolaris éghajlata: (1) a bolygónak három napja van; (2) a napok különböző összetételűek és mozgó csillagként jelennek meg az égen, amikor távol vannak a bolygó felszínétől; (3) stabil korszakok akkor következnek be, amikor két nap távol van, és a Trisolaris a harmadik körül kering; (4) kaotikus korszakok akkor következnek be, amikor a Trisolarist egynél több nap vonzza; (5) kataklizmikus tűzviharok akkor következnek be, amikor két vagy három nap közel kerül a bolygó felszínéhez; (6) három mozgó csillag erőteljes lehűlést okoz, mert ez azt jelenti, hogy mindhárom nap távol van; végül (7) a három nap együttállásakor a Trisolaris belezuhan a legközelebbi napba és elpusztul. A játékban a triszolárisziak kolóniahajókat építenek és indítanak útnak, hogy megszállják a Földet, mert azt hiszik, hogy annak stabil pályája túlélést és példátlan fejlődést tenne számukra lehetővé.
Az FTM a köreibe fogadja Vangot, aki tájékoztatja Si Csiung rendőrnyomozót az egyik találkozójukról. Ennek következményeként a szervezet katonái összetűzésbe kerülnek a Kínai Népi Felszabadító Hadsereggel (PLA), Jét pedig letartóztatják. A PLA a Stanton ezredes vezette amerikaiakkal együttműködve rajtaütést hajt végre az Ítéletnapon, amikor az áthalad a Panama-csatornán. Hogy megakadályozzák, hogy a legénység tönkretegye a triszolárisziakkal folytatott korábbi kommunikációt, a csapat követi Si javaslatát, hogy a Vang által készített nanoszálak segítségével szeleteljék fel a hajót, így megölve mindenkit a fedélzeten. A fonal által elvágott dokumentumokat és számítógépeket azonban helyre lehet állítani. A triszoláriszi kommunikációból kiderül néhány tény: (1) az idegenek rendkívül fejlett pikotechnológiával rendelkeznek, amely lehetővé teszi számukra, hogy tizenegy dimenziós szuperszámítógépeket, úgynevezett szofonokat hozzanak létre, amelyek három dimenzióból nézve egy proton térfogatát foglalják el; (2) két ilyen szofont fáradságos munkával legyártottak és elküldtek a Földre. Ezeknek megvan az a képessége, hogy hallucinációkat okozzanak, a Föld bármely szegletében kémkedjenek, az összegyűjtött információt kvantum-összefonódás segítségével továbbítsák a Trisolarisra, és megzavarják a Föld összes részecskegyorsítóját. A triszolárisziak tartanak attól, hogy az emberiség kellően hatásos technológiát fog kifejleszteni ahhoz, hogy visszaverje az inváziót, ezért úgy döntenek, hogy a gyorsítók megzavarásával a megérkezésükig megbénítják a Föld technológiai fejlődését.
Miután több szofon is megérkezik, a triszolárisziak azt tervezik, hogy tömegével alkotnak vizuális „csodákat” és egyéb hallucinációkat, hogy az emberiség kételkedni kezdjen saját tudósaiban. Az idegenek a szofonokon keresztül észlelik az emberiség felfedezéseit, és utolsó üzenetként a „Bogarak vagytok!” kijelentést sugározzák, majd minden kommunikációt megszüntetnek. Az immár őrizetben lévő Je meglátogathatja a régi Vörös Part bázist, és elgondolkodik múltbeli döntésein, megjegyezve, hogy az emberiség mostantól kezdve már soha nem lesz ugyanaz. Si Csiung lehangoló ivászat közepette találja Vang Miaót, és azzal józanítja ki, hogy elviszi északkelet-kínai szülőfalujába. Si eltöpreng azon, hogy a rovarirtó szerek tekintetében elért minden fejlődés ellenére az együgyű sáska még mindig képes túlélni és gyarapodni. Vang és Si új reményekkel tér vissza Pekingbe, hogy segítsen megtervezni a triszolárisziak elleni háborút.

## Szereplők

### Je család
- Je Csö-taj (pinjin: Ye Zhetai) – fizikus, a Csinghua Egyetem professzora, akit a kulturális forradalom idején „harci gyűlésen”  ölnek meg
- Sao Lin (pinjin: Shao Lin, „az erdő fái”) – fizikus, Je Csö-taj felesége
- Je Ven-csie – asztrofizikus, Je Csö-taj lánya, az első személy, aki kapcsolatot létesít a triszolárisziakkal, később az FTSZ szellemi vezetője
- Je Ven-hszüe (pinjin: Ye Wenxue) – Je Ven-csie húga, a Csinghua Főiskola diákja, fanatikus vörösgárdista, akit az erőszakhullám idején ölnek meg

### Vörös Part bázis
- Lej Cse-cseng – a Vörös Part bázis politikai biztosa, aki Je Ven-csiét beszervezte; Je később megöli
- Jang Vej-ning – a bázis főmérnöke, egykor Je Csö-taj diákja, majd Je Ven-csie férje; Je később megöli

### A jelen
- Vang Miao – nanoanyag-kutató, a Kínai Tudományos Akadémia tagja
- Jang Tung – húrelmélet-kutató, Je Ven-csie és Jang Vej-ning lánya, később öngyilkosságot követ el
- Ting Ji (pinjin: Ding Yi) – elméleti fizikus, Jang Tung szerelme
- Si Csi-ung – rendőrnyomozó és terrorelhárító specialista; a beceneve „Ta Si”, azaz „Nagy Si”
- Csang Vej-sze (pinjin: Chang Weisi) – a Kínai Népi Felszabadító Hadsereg (PLA) vezérőrnagya
- Sen Jü-fej (pinjin: Shen Yufei) – kínai származású japán fizikus és a Tudomány Határai szervezet tagja
- Vej Cseng (pinjin: Wei Cheng) – a világtól elzárkózó matematikus zseni, Sen Jü-fej férje
- Pan Han (pinjin: Pan Han) – biológus, Sen Jü-fej és Vej Cseng ismerőse, a Tudomány Határai szervezet tagja
- Sa Zsui-san (pinjin: Sha Ruishan) – csillagász, Je Ven-csie diákja
- Mike Evans – olajmágnás fia, az FTM vezére és finanszírozója
- Stanton ezredes – az USA Tengerészgyalogságának tisztje, a Kucseng (pinjin: Guzheng) művelet parancsnoka

## Inspiráció
Liu Ce-hszin 1963-ban született. Amikor három éves volt, családja a pekingi Szénipari Intézetből Sanhszi tartományba költözött, mivel apja munkahelyet váltott. Gyermekkorában részben vidéken, ősei szülővárosában, a Honan tartománybeli Loho megyében élt. 1970. április 25-e sorsfordító pillanat volt Liu számára. Visszatekintve sci-fi eszmélésére, felidézi azt a napot, amikor a DFH 1-et, Kína első műholdját fellőtték: a tó mellett állt, felnézett a csillagos égre, és meghatározhatatlan vágyakozást érzett.
Néhány évvel később, egy nyári estén Liu Ce-hszin az otthonában egész doboznyi könyvet talált az ágya alatt (!). Benne volt Tolsztoj antológiája, a Moby Dick, Verne Gyula Utazás a Föld középpontja felé című műve és Rachel Carson Néma tavasza. Az első könyv, amit elolvasott az Utazás a Föld középpontja felé volt, amelyről az apja ezt mondta neki: „Ezt sci-finek hívják, tudományos alapokon nyugvó kreatív írás”. Ez volt Liu Ce-hszin első találkozása a sci-fivel: „Kitartásomat apám szavainak köszönhetem”. Abban az időben ezeket a könyveket csak titokban lehetett olvasni; „úgy éreztem, mintha egy lakatlan szigeten lennék; rendkívül magányos állapot volt”.

## Díjak
A háromtest-probléma többek között az alábbi rangos díjakat nyerte el:
- 2006 Galaxis-díj (Kína legrangosabb sci-fi díja)
- 2015 Hugo-díj (USA) a legjobb regényért
- 2015 Locus-díj (USA) a legjobb regényért
- 2017 Kurd Laßwitz-díj (német) a legjobb külföldi sci-fi alkotásért
- 2017 Premio Ignotus-díj (spanyol) a legjobb külföldi regényért
- 2018 Premio Italia-díj (olasz) a legjobb külföldi regényért
- 2020 Seiun-díj (japán) a legjobb lefordított regényért
- A művet Nebula-díjra is jelölték.

## Fogadtatás
2019 decemberében a The New York Times a kínai sci-fi nemzetközi népszerűsítőjeként jellemezte A háromtest-problémát, amihez Ken Liu angol fordításának minősége is hozzájárult. A lap említést tett arról is, hogy a regény George R. R. Martin, a Facebook-alapító Mark Zuckerberg és Barack Obama volt amerikai elnök elismerését is elnyerte. 2019 decemberében George R. R. Martin blogbejegyzésben emelte ki, hogy a regény méltó a Hugo-díjra. Barack Obama szerint a könyvnek „hatalmas” hordereje van, és „szórakoztató volt olvasni, részben azért, mert a Kongresszussal kapcsolatos mindennapi problémáim hozzá képest meglehetősen jelentéktelennek tűnnek”.
A Kirkus Reviews könyves magazin azt írta, hogy „koncepciójában és fejlődésében Arthur C. Clarke vagy Larry Niven legjobb alkotásaira hasonlít, de olyan, kultúrába és politikába ágyazott perspektívával – cselekmények, rejtélyek, összeesküvések, gyilkosságok, felfedezések és minden más tekintetében –, amely a legtöbb nyugati olvasó számára drámai módon hiányzik”. Joshua Rothman, a The New Yorker munkatársa szintén „Kína Arthur C. Clarke-jának” nevezte Liu Ce-hszint, és hasonlóképpen megjegyezte, hogy „az amerikai sci-fiben … az emberiség elképzelt jövője gyakran nagyon hasonlít Amerika múltjára. Az amerikai olvasó számára Liut olvasni azért öröm, mert a történetei egészen más forrásokból merítenek”, köztük a kínai történelemből és politikából.
Matthew A. Morrison azt írja, hogy a regény „olyan reakciót képes kiváltani, amely szinte egyedülálló a műfajban: a természet és az univerzum iránti áhítatot, amelyet a sci-fi olvasók rácsodálkozásnak neveznek”. A regény sikere és fogadtatása miatt a Netflix 2020-ban bejelentette, hogy a Trónok harca sorozat írói, David Benioff és D. B. Weiss sci-fi tévéjátékot készítenek A háromtest-trilógiából. Az első könyv alapján készült nyolcrészes sorozat 2024 március 21-én jelent meg a Netflixen A 3-test-probléma címmel.
Emellett néhány kínai tudós úgy találta, hogy a nyugati olvasók értékelik A háromtest-trilógiában ábrázolt amorális univerzumot, hiszen a sorozat a racionalizmust népszerűsíti. Liu Ce-hszin különböző módon próbál választ adni arra az egzisztenciális dilemmára, hogy „az emberiség milyen irányban haladjon tovább”.

## Az eredeti trilógia
A háromtest-trilógia kötetei:
- A háromtest-probléma (三体), 2006; Pék Zoltán fordításban magyarul, 2018, Európa Könyvkiadó
- A sötét erdő (黑暗森林), 2008; Dranka Anita fordításban magyarul, 2018, Európa Könyvkiadó
- A halál vége (死神永生), 2010; Dranka Anita fordításban magyarul, 2019, Európa Könyvkiadó